# 神明宮 (栃木市)
神明宮（しんめいぐう）とは栃木県栃木市旭町にある神社。旧社格は「県社」。

## 祭神
主祭神は天照皇大神。配神として素盞雄命、造化三神（天之御中主神、高御産巣日神、神産巣日神）を祀る。

## 境内社

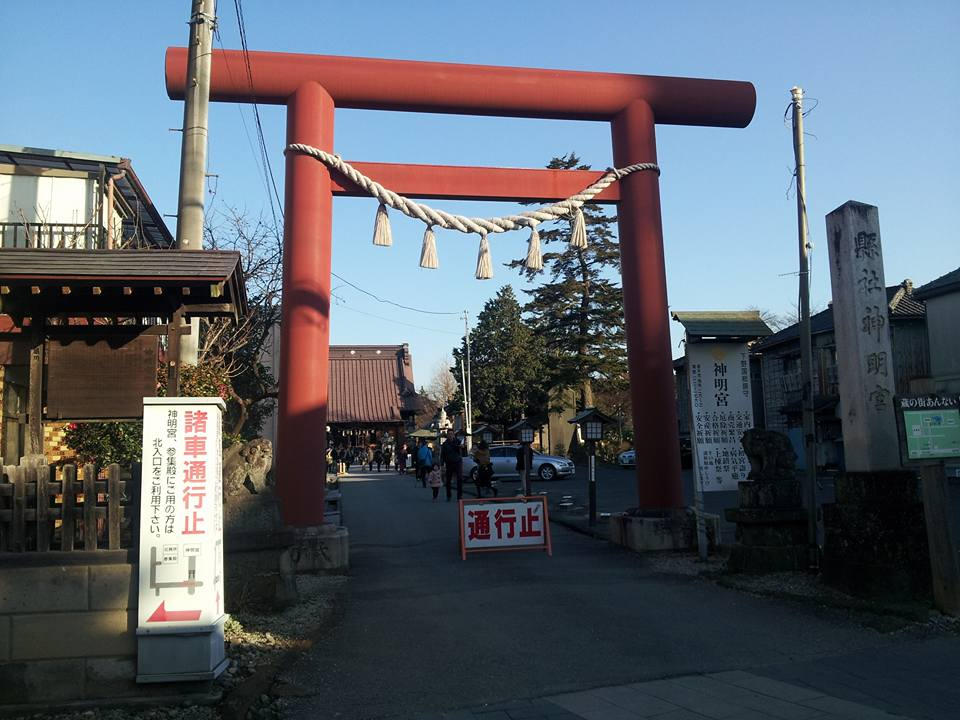
大鳥居

- 須賀神社
- 恵比須神社
- 大国主神社
- 魁稲荷神社
- 淡島神社
- 琴平神社
- 富士浅間神社
- 市姫神社
- 愛宕神社
- 小御嶽神社
- 松尾神社
- 福寿稲荷神社